# New Braunfels
New Braunfels (historiskt namn: Neu-Braunfels, även Neu Braunfels) är en stad i den amerikanska delstaten Texas med en yta av 76,1 km² och en folkmängd som uppgår till 57 740 invånare (2010). New Braunfels är beläget dels i Comal County, dels i Guadalupe County. I Comal County är staden som har fått sitt namn efter Braunfels i Tyskland administrativ huvudort.
År 1845 grundades New Braunfels av en tysk adelsman Carl zu Solms-Braunfels. Senare samma år, fortfarande medan Republiken Texas existerade, återvände Solms-Braunfels tillbaka till Europa. Han uppmanade tyska adelsmän att köpa ytterligare mark i Texas och år 1846 utkom hans guidebok Texas.
Orten växte snabbt inte minst tack vare den tyska invandringen. År 1852 grundades den tyskspråkiga tidningen Neu Braunfelser Zeitung som utkom kontinuerligt fram till år 1957 tills den sammanslogs med den engelskspråkiga New Braunfels Herald.